# Louis le Pecq de la Clôture

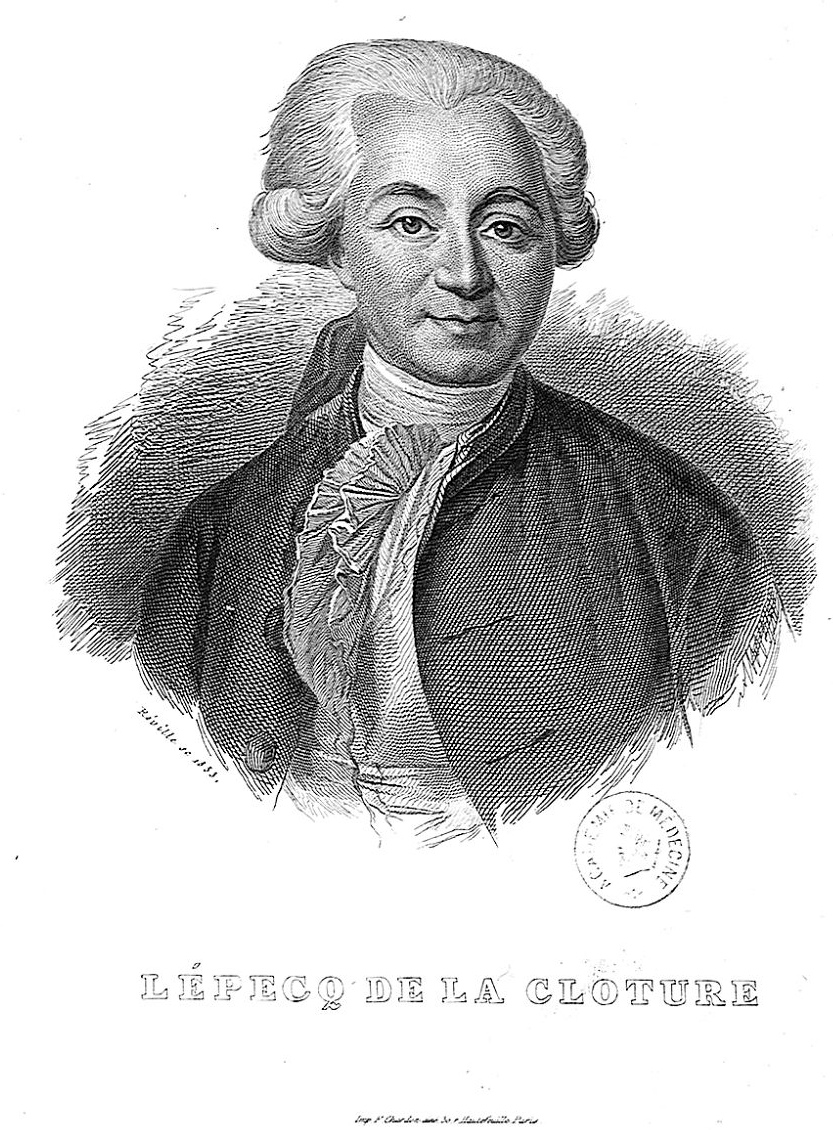
Louis Lépecq de la Clôture (1736–1804)

Louis le Pecq de la Clôture, auch Louis Lépecq (* 12. Juli 1736 in Caen; † 5. November 1804 in St.Pierre de Azif) war ein französischer Arzt und Professor der Chirurgie.
Er war der Sohn eines Arztes und erhielt seine Ausbildung in Caen, wo er auch die Doktorwürde erwarb und Professor für Medizin wurde. Er ging 1768 nach Rouen, wo er unter anderem für das Krankenhaus und die Gefängnisse zuständig war. Unter Ludwig XVI. erhielt er im Jahr 1781 sogar die Adelserhebung. 1782 wurde er auch Präsident der Académie des sciences, belles-lettres et arts de Rouen. Später zog er sich aus politischen Gründen auf sein Gut St. Pierre de Azif zurück, wo er auch starb.
Er galt als einer der besten Ärzte des 18. Jahrhunderts.

## Familie
Er heiratet am 4. Januar 1780 in Rouen Marie Claude Geneviève Le Bon. Das Paar hatte folgende Kinder:
- Aimée Claudine Antoinette Le Pecq de La Clôture († 1831) ⚭ Charles Aimé Marie du Bouillonney (1749–1805)
- Louise Victoire Pauline Le Pecq de La Clôture ⚭ Guillaume François Boistard-Premagny (* 1776)

## Werke
- Anleitung für Aerzte nach Hippokratischen Grundsätzen epidemische Krankheiten zu beobachten, Digitalisat
- Medicinische Topographie der ganzen Normandie
- Lépecq de la Clôture, Louis: Sammlung von Beobachtungen über epidemische Krankheiten und Konstitutionen. Rouen 1778 (Digitalisat des Originals – französisch: Collection d'observations sur les maladies et constitutions épidemiques. mehrere Bände).